# 義寶里
義寶里（臺灣客家語南四縣腔：ngi boˋ liˊ）位於高雄市六龜區西邊，為全區面積最小之里。

## 面積人口概況

### 2018年
- 固定值：面積4.15平方公里，24鄰。

| 月  | 戶數 | 人口 | 人口密度 人/km2 | 人口變化 |
| --- | ---- | ---- | --------------- | -------- |
| 1月 | 507  | 1187 | 286             | 0        |
| 2月 | 503  | 1182 | 284.81          | -5       |
| 3月 | 501  | 1177 | 283.61          | -5       |
| 4月 | 502  | 1184 | 285.3           | +7       |

## 里長通訊
- 里長：鍾啟鴻
- 里民服務處：維新街1巷2號

### 義寶里簡介
- 位處行政中心所轄區域商店林立，知識水平較為其他里高，本著服務之鄰神為里民喉舌期能[微笑服務品質]服務理念，幫助弱勢，解決里民困難創造本里最大福址。

## 來源
- 六龜區公所全球資訊網
- 六龜區戶政事務所